# Больше-Никольский прииск
Больше-Никольский прииск — исчезнувшее село на территории Тисульского района Кемеровской области. Географические координаты: 55°14’с. ш. и 87°50,9' в. д.

## География
Располагалось на реке Больше-Никольской (Николка), правом притоке реки Кундат. По документам Томского горного округа числится с 1838 года.
в Госкаталоге имеются записи в отношении населенных пунктов располагавшихся поблизости от Больше-Никольского. Это:
- прииск (нп) Забытый, он же Тихвинский (ГКГН № 812038)
- прииск (нп) Никольский, он же Николка Миллеровский (ГКГН № 812035)
- прииск (нп) Стефановский (ГКГН № 812039)
- прииск (нп) Общестанский (ГКГН № 812040)
- прииск (нп) Богословский (ГКГН № 812037)[2].

Также поблизости располагался прииск (нп) Сухой Лог — напротив впадения в Кундат реки Больше-Никольской и чуть выше по течению — по левому берегу реки Кундат, в непосредственной близости от Общестанского.
В настоящее время это территория кадастрового квартала 42:13:0121003 и кадастрового участка 42:13:0000000:197.

## История
Первые документы об отводе площадей под прииск, хранящиеся в Государственном архиве Кузбасса датированы 1838 годом.
В 1893 году на Больше-Никольском прииске на средства томского купца А. Д. Родюкова была построена церковь во имя святителя и чудотворца Николая. Церковь была деревянная, однопрестольная, при церкви имелась библиотека. В 1910 году к приходу была приписана новопостроенная церковь на Берикульском руднике.
До этого, единственной на приисках была церковь на Кундустуюльском прииске. Церковь во имя Феодота исповедника, епископа Киринийского была центром прихода с 1838 по 1896 год. Число прихожан менялось ежегодно в зависимости от количества приисковых работ. Через Больше-Никольский прииск проходила дорога с Берикульских приисков, на Дмитриевский, Лотерейный и Центральный рудники, и далее — на Георгиевский прииск, где работала драга. По данным ФГБУ „Центр геодезии, картографии и ИПД“, населённый пункт не вошел в справочник по административно-территориальному делению Кемеровской области 1969 года. В архивном отделе Тисульского муниципального района, а также в Государственном архиве Кузбасса, сведений об упразднении н.п. Больше-Никольский прииск и исключении его из учётных данных нет, ввиду чего установить дату фактического исчезновения населенного пункта затруднительно».
27 ноября 2020 года в Государственный каталог географических названий была внесена регистрационно-учётная запись № 0811998 о ранее существовавшем населенном пункте «Больше-Никольский прииск», вариант названия: «село»; указаны географические координаты объекта и номенклатурный лист карты масштаба 1:100 000 (N-45-032).

## Население
Согласно справочнику «Список населенных мест Сибирского края (Ачинский округ)», изданному в Новосибирске в 1929 году, по переписи 1926 года население Больше-Никольского прииска составляло 3 человека (2 мужчины и 1 женщина).